# Dusty Springfield
Pour les articles homonymes, voir Springfield.
Mary Isabel Catherine Bernadette O'Brien, née le 16 avril 1939 à West Hampstead et morte le 2 mars 1999 dans l'Oxfordshire, connue sous le nom de Dusty Springfield, est une chanteuse britannique. En quarante ans de carrière – de la fin des années 1950 jusqu’aux années 1990 –, elle a sorti de nombreux singles comme I Only Want to Be with You, You Don’t Have to Say You Love Me ou Son of a Preacher Man. Parmi ses albums, Dusty in Memphis sorti en 1968 devient un standard de la musique soul. Durant les années 1960, elle est l’une des plus populaires chanteuses britanniques. Sa voix sensuelle, de mezzo soprano, facilement reconnaissable ainsi que sa passion pour la musique soul américaine font d’elle l’une des principales chanteuses de blue-eyed soul. Elle se démarque également par son image inspirée des femmes des années 1950 notamment sa coiffure choucroute blonde ainsi que ses robes de soirée.

## Biographie
Dusty Springfield, née dans le nord de Londres (quartier de West Hampstead), est le deuxième enfant de Catherine Ryle et Gerard Anthony O'Brien.
Née dans une famille irlandaise amatrice de musique, Dusty Springfield apprend à chanter avec sa famille. C'est en compagnie de Dionysius, son frère ainé de 5 ans, plus tard connu sous le nom de Tom Springfield, que Dusty et un ami firent leurs premiers pas dans la musique avec leur premier groupe : The Springfields (en). Ses premiers succès datent de sa collaboration dans le groupe The Springfields. Elle entame une carrière solo en 1963 avec I Only Want To Be With You, et sort son premier album solo en 1964. Son premier 45 tours (single) I Only Want to Be with You, sorti en 1963, a été un succès tant dans son pays qu'aux États-Unis où il a atteint le top 10. Dusty a été la première chanteuse britannique à atteindre les charts. Cette chanson a été adaptée en français sous le titre À présent tu peux t'en aller, qui fut un succès pour Richard Anthony et pour les Surfs.
Durant les années 1960 elle obtient plusieurs succès dont I Just Don't Know What to Do with Myself, Wishin' and Hopin' ou The Look of Love écrites par Burt Bacharach et Hal David. Avec 18 chansons classées dans le Billboard Hot 100 de 1964 à 1970, elle fait partie de la British Invasion. Au Royaume-Uni, le magazine New Musical Express classe Dusty Springfield comme meilleure chanteuse britannique en 1964, 1965 et 1968 selon les votes du public. Elle est très présente à la radio et télévision anglaise. Elle utilise cette présence médiatique pour introduire la musique soul au Royaume-Uni. À son initiative, une émission spéciale de Ready Steady Go!, intitulée The Sound of Motown, permet au public britannique de découvrir les artistes de la Motown tels que Martha and the Vandellas, Stevie Wonder ou The Supremes.
Dusty Springfield atteint le sommet de sa carrière avec l'album Dusty in Memphis (1969), composé entre autres par Carole King, Michel Legrand, Randy Newman et Burt Bacharach, à qui elle doit quelques-uns de ses plus grands succès, dont Wishin' and Hopin' et I just don't know what to do with myself, repris pour le film Le Mariage de mon meilleur ami, et le standard (They Long to Be) Close to You, immortalisé par les Carpenters, et Anyone Who Had a Heart ou The Look of Love, chanson du James Bond Casino Royale. Sur cet album enregistré comme son nom l'indique à Memphis avec la crème des musiciens soul de l'époque (Arif Mardin, qui collabora de nombreuses fois avec Chaka Khan), on retrouve Son of a preacher man, qui connut une deuxième vie grâce au film Pulp Fiction de Quentin Tarantino.
À la fin des années 1960, comme de nombreuses chanteuses pop, Dusty Springfield voit son image se démoder face aux changements du paysage musical tels que le Summer of Love et la popularité toujours croissante de la musique rock. Elle décide alors de se tourner vers la musique soul et part à Memphis afin d’enregistrer un album sur le label Atlantic Records. Comprenant 12 chansons dont quatre de Carole King, Dusty in Memphis sort aux États-Unis en 1968. Malgré des critiques élogieuses et le succès du single Son of a Preacher Man, l’album ne trouve pas grâce aux yeux du public. Il reste l’un des principaux albums de soul et en 2001, il reçoit un Grammy Hall of Fame Award.
Les années 1970 et 1980 sont plus difficiles pour Dusty Springfield. Elle connaît des problèmes de drogue et doit gérer la révélation de son homosexualité. 
Elle part vivre aux États-Unis mais sombre peu à peu dans l'oubli. Après plusieurs tentatives de retour, elle retrouve le succès en 1987 grâce à plusieurs collaborations avec les Pet Shop Boys. Fans de Dusty Springfield, ils enregistrent d'abord avec elle le duo What Have I Done to Deserve This?, qui marque son grand retour dans les classements (N° 2 en Grande-Bretagne et aux États-Unis). Suivent le single Nothing has been proved (pour la musique du film Scandal de Michael Caton-Jones, en 1989), et finalement un album Reputation, emmené par In private, qui restera son dernier succès. Elle fait une apparition pour la série de la BBC French and Saunders go to the movies.
En 1995, il lui est diagnostiqué un cancer du sein. Elle meurt en 1999 des suites de cette maladie. Dix jours après sa mort, elle est introduite au Rock and Roll Hall of Fame.
Un film biographique devait être réalisé par Guy Ritchie, qui avait notamment utilisé Spooky dans la bande originale d'Arnaques, Crimes et Botanique, projet qui semble tombé dans les oubliettes. Un album en forme d'hommage est sorti de façon très confidentielle chez Klone Records, ainsi qu'une biographie signée Lucy O'Brien, parue en 1989.

## Discographie

### Albums studio
- 1964 : A Girl Called Dusty
- 1965 : Ev'rything's Coming Up Dusty (en)
- 1967 : Where Am I Going? (en)
- 1968 : Dusty... Definitely (en)
- 1969 : Dusty in Memphis (Album classé parmi les 50 (3e/50) plus grands albums de tous les temps catégorie "Women who rock" par Rolling Stone Magazine)[2]
- 1970 : A Brand New Me (en)
- 1972 : See All Her Faces (en)
- 1973 : Cameo (en)
- 1978 : It Begins Again (en)
- 1979 : Living Without Your Love (en)
- 1982 : White Heat (en)
- 1990 : Reputation (en)
- 1995 : A Very Fine Love (en)

### Principaux singles
- 1963 : I Only Want to Be with You
- 1964 : Wishin' and Hopin'
- 1964 : I Just Don't Know What to Do with Myself
- 1964 : Losing You
- 1964 : Summer is Over
- 1965 : Your Hurtin' Kind of Love
- 1965 : In the Middle of Nowhere
- 1965 : Some of Your Lovin'
- 1966 : You Don't Have to Say You Love Me
- 1966 : Goin' Back
- 1966 : All I See Is You
- 1968 : I Close My Eyes and Count to Ten
- 1969 : Son of a Preacher Man
- 1970 : Spooky
- 1987 : What Have I Done to Deserve This? avec les Pet Shop Boys
- 1989 : In Private
- 1989 : Nothing Has Been Proved